# Une voix dans le désert
Pour l’article homonyme, voir Voix dans le désert.

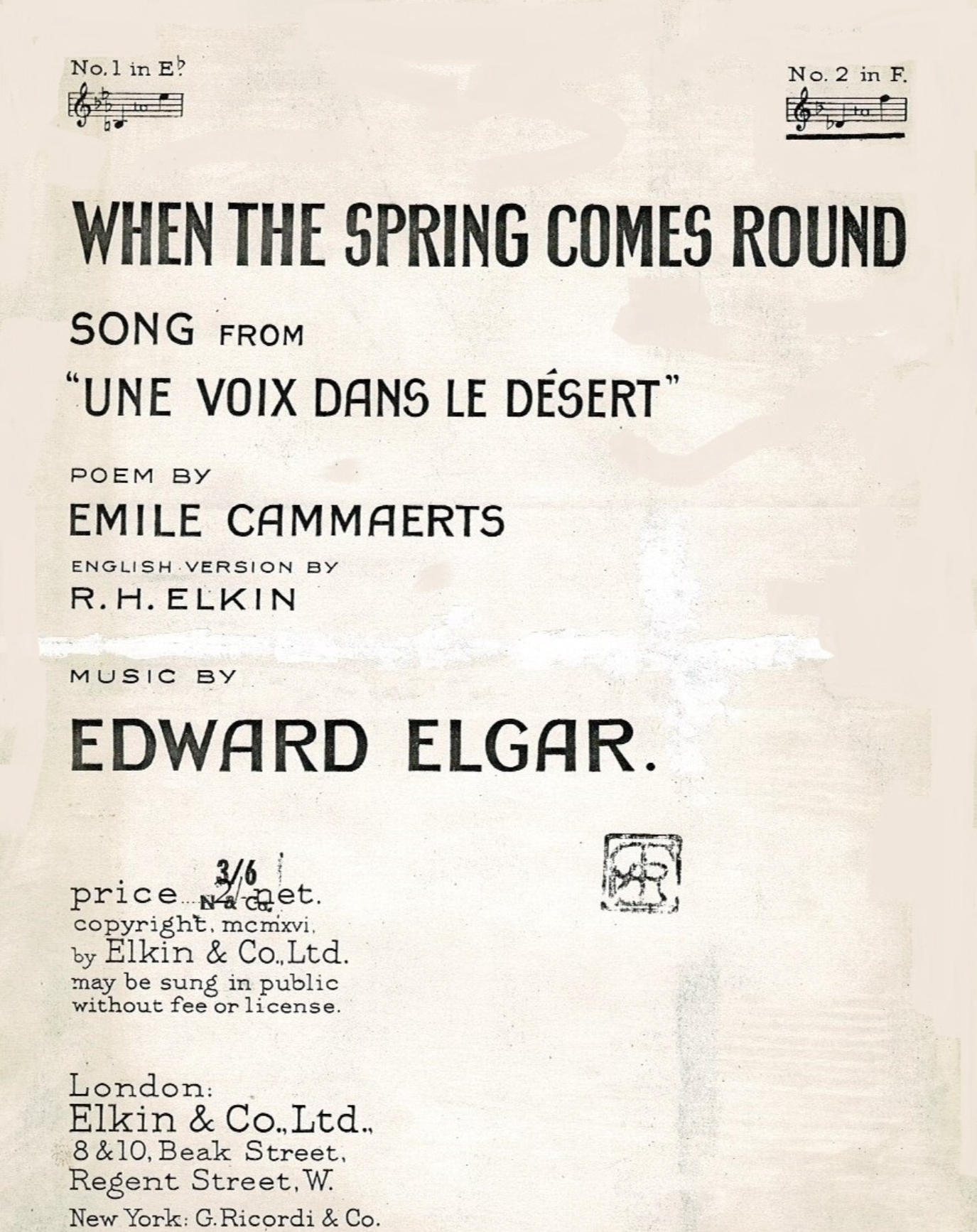
Image en italien

Une voix dans le désert op. 77 est une récitation, avec soprano soliste et orchestre, composée par Edward Elgar en 1915 sur un texte du poète belge Émile Cammaerts.
Elle est créée à Londres au Shaftesbury Theatre, le 29 janvier 1916, avec comme récitant le dramaturge belge Carlo Liten, la soprano Olga Lynn et un orchestre dirigé par le compositeur.
Le texte a été traduit en anglais par la femme de Cammaerts, Tita Brand.
L'œuvre a été publiée sous forme de réduction pour piano (les parties vocales avec accompagnement de piano) par Elkin & Co. en 1916.

## Synopsis
La situation était horrible. En août 1914, la Belgique avait été envahie par l'armée allemande : les grandes villes avaient été détruites, le carnage de part et d'autre était incalculable et le roi Albert et son armée étaient repoussés sur les rives de l'Yser en Flandre occidentale.
La Pall Mall Gazette dans sa critique d'Une voix dans le désert décrit la scène sur scène :
« It is night when the curtain rises, showing the battered dwelling, standing alone in the desolate land, with the twinkling of camp fires along the Yser in the distance, and in the foreground the cloaked figure of a man, who soliloquises on the spectacle to Elgar's music. Then he ceases, and the voice of a peasant girl is heard coming from the cottage, singing a song of hope and trust in anticipation of the day the war shall be ended ["Quand nos bourgeons se rouvriront" ("When the spring comes round again")]... The wayfarer stands transfixed as he listens to the girl's brave song, and then, as he comments again on her splendid courage and unconquerable soul, the curtain slowly falls. »
« C'est la nuit lorsque le rideau se lève, montrant la maison en ruines, seule dans ce paysage désolé, avec au loin le scintillement des feux de camp le long de l'Yser, et au premier plan la silhouette d'un homme en cape, qui soliloque sur le spectacle au son de la musique d'Elgar. Puis il s'arrête, et on entend la voix d'une paysanne venant de la chaumière, qui chante une chanson d'espoir et de confiance en prévision du jour où la guerre sera terminée ["Quand nos bourgeons se rouvriront"]... Le voyageur reste bouche bée en écoutant la chanson courageuse de la jeune fille, puis, alors qu'il commente à nouveau son magnifique courage et son âme invincible, le rideau tombe lentement. »

## Texte
« A Voice in the Desert
A hundred yards from the trenches,
Close to the battle-front,
There stands a little house,
Lonely and desolate.
Not a man, not a bird, not a dog, not a cat,
Only a flight of crows along the railway line,
The sound of our boots on the muddy road
And, along the Yser, the twinkling fires.
A low thatched cottage
With doors and shutters closed,
The roof torn by a shell,
Standing out of the floods alone...
Not a cry, not a sound, not a life, not a mouse,
Only the stillness of the great graveyards,
Only the crosses – the crooked wooden crosses –
On the wide lonely plain.
A cottage showing grey
Against a cold black sky,
Blind and deaf in the breeze
Of the dying day,
And the sound of our footsteps slipping
On the stones as we go by...
Suddenly, on the silent air,
Warm and clear, pure and sweet,
As sunshine on the golden moss,
Strong and tender, loud and clear,
As a prayer,
Through the roof a girl's voice rang,
And the cottage sang!
Soprano solo
When the spring comes round again,
Willows red and tassels grey
When the spring comes round again,
Our cows will greet the day,
They'll sound their horn triumphant,
White sap and greening spear
Sound it so loud and long,
Until the dead once more shall hear.
We shall hear our anvils,
Strong arm and naked breast
And in our peaceful meadows,
The scythe will never rest.
Ev'ry church will ope its door,
Antwerp, Ypres and Nieuport,
The bells will then be ringing,
The foe's death knell be ringing.
The shall sound spade and shovel,
Diksmuide and Ramscapelle
And gaily gleam the trowel,
While through the air the pick is swinging.
From the ports our boats will glide.
Anchor up and mooring slipt
The lark on high will be soaring
Above our rivers wide.
And then our graves will flower,
Heart'sease and golden rod
And then our graves will flower
Beneath the peace of God.
Not a breath, not a sound, not a soul,
Only the crosses, the crooked wooden crosses...
"Come, it is getting late
'Tis but a peasant girl
With her father living there . . . .
They will not go away, nothing will make them yield,
They will die, they say,
Sooner than leave their field."
Not a breath, not a life, not a soul,
Only a flight of crows along the railway line,
The sound of our boots on the muddy road...
And along the Yser the twinkling of the fires. »
« Une voix dans le désert
C'était sur le front,
A cent pas des tranchées,
Une petite maison
Morne et désolée.
Pas un homme, pas une poule, pas un chien, pas un chat,
Rien qu'un vol de corbeaux le long du chemin de fer,
Le bruit de nos bottes sur le pavé gras,
Et la ligne des feux clignotant sur l'Yser.
Une chaumine restée là,
Porte fermée et volets clos,
Un trou d'obus dans le toit,
Plantée dans l'eau comme... un flot.
Pas un cri, pas un bruit, pas une vie, pas un chat,
Rien que le silence des grands cimetières
Et le signe monotone des croix, des croix de bois,
Par la plaine solitaire.
Une chaumine toute grise
Sur le ciel noir,
Aveugle et sourde dans la brise
Du soir,
Et le bruit amorti de nos pas
Glissant sur le pavé gras...
Puis, tout à coup,
Chaude, grave et douce,
Comme le soleil sur la mousse,
Tendre et fière, forte et claire,
Comme une prière,
Une voix de femme sortit du toit
Et la maison chanta!
Soprano solo
Quand nos bourgeons se rouvriront,
Saules rouges et gris chatons
Quand nos bourgeons se rouvriront,
Nos vaches meugleront.
Elles sonneront du cor
Coqs rouges et fumiers d'or
Elles sonneront si fort,
Qu'elles réveilleront les morts.
Frapperont nos marteaux,
Bras nus et torses chauds
Et ronfleront nos scies,
Autour de nos prairies.
S'ouvriront nos églises,
Nieuport, Ypres et Pervijze|Pervyse,
Et tonneront nos cloches
Le dur tocsin des Boches.
Tinteront nos truelles
Dixmude et Ramscapelle
Et reluiront nos pelles
Et cogneront nos pioches.
Glisseront nos bateaux,
Goudron noir et mouette
Chantera l'alouette
Le long de nos canaux,
Et fleuriront nos tombes
Mésanges et pigeons bleus
Et fleuriront nos tombes,
Sous le soleil de Dieu.
Plus un souffle, plus un bruit, plus un chat,
Rien que la signe des croix de bois...
"Venez donc, il est tard, ne nous arrêtons pas,
Ce n'est qu'une paysanne restée là
Avec son vieux . . . . . . . . père.
Rien ne peut les convaincre, ils ne veulent pas partir,
Ils disent qu'ils aiment mieux mourir
Que de quitter leur terre."
Plus un souffle, plus une vie, plus un chat,
Rien qu'un vol de corbeaux le long du chemin de fer,
Le bruit de nos bottes sur le pavé gras,...
Et la ligne des feux clignotant sur l'Yser. »

## Enregistrements
- Rarely Heard Elgar & Forgotten War Music, Orchestre symphonique de Munich dirigé par Douglas Bostock (en), ClassicO label.
- Elgar: War Music, Richard Pascoe (narrateur), Teresa Cahill (soprano), Barry Collett (chef d'orchestre), Rutland Sinfonia